# Modelovanje metaboličkih mreža
Rekonstrukcija i simulacija metaboličkih mreža omogućava iscrpni uvid u molekularne mehanizme specifičnih organizama. Ovi modeli povezuju genom sa molelularnom fiziologijom. Rekonstrukcija razlaže metaboličke puteve (kao što su glikoliza i ciklus limunske kiseline) u njihove respektivne reakcije i enzime, i analizira ih sa perspective celokupne mreže. Pojednostavljeno gledano, rekonstrukcija prikuplja sve relevantne metaboličke informacije o jednom organizmu, i stavlja ih u kontekst matematičkog modela. Validacija i analiza rekonstrukcije mogu da omoguće identifikaciju ključnih svojstava metabolizma, kao što su porast prinosa, distribucija resursa, robusnost mreže, i esencijalnost gena. Ovo znanje se zatim može koristiti za kreiranje novih biotehnoloških rešenja.
Generalno, proces izgradnje rekonstrukcije sledi ove korake:
1. Nacrt rekonstrukcije
2. Refiniranje modela
3. Konvertovanje modela u matematičko/računarsku reprezentaciju
4. Evaluacija i debagiranje modela putem eksperimentiranja

## Metabolička rekonstrukcija na genomskoj skali
Metabolička rekonstrukcija pruža visoko matematičku, strukturiranu platformu na bazi koje se može razumeti sistemska biologija metaboličkih puteva unutar jednog organizma. Integracija biohemijskih metaboličkih puteva sa lako dostupnim genomskim sekvencima bez anotacije se razvila u takozvane metaboličke modele genomskih razmera. Jednostavno rečeno, ovi modeli odgovaraju metaboličkim genima sa metaboličkim putevima. Generalno, što više informacija o fiziologiji, biohemiji i genetici je dostupno za ciljani organizam, to je bolji prediktivni kapacitet rekonstruiranih modela. Mehanički govoreći, proces rekonstrukcije prokariotskih i eukariotskih metaboličkih mreža je u suštini isti. Eukariotske rekonstrukcije su doduše obično složenije zbog veličine genoma, pokrivenosti znanja i mnoštva ćelijskih kompartmana. Prvi metabolički model genomske veličine je bio generisan 1995. godine za bakteriju . Prvi višećelijski organizam, C. elegans, je bio rekonstruisan 1998. godine. Od tada je formirano mnoštvo drugih rekonstrukcija.
| Organizam | Gena u genomu | Gena u modelu | Reakcije | Metaboliti | Datum rekonstrukcije | Reference |
| --------- | ------------- | ------------- | -------- | ---------- | -------------------- | --------- |
|           | 1,775         | 296           | 488      | 343        | jun 1999             | [ 3 ]     |
|           | 4,405         | 660           | 627      | 438        | maj 2000             | [ 6 ]     |
|           | 6,183         | 708           | 1,175    | 584        | februar 2003         | [ 7 ]     |
|           | 28,287        | 473           | 1220     | 872        | januar 2005          | [ 8 ]     |
|           | 21,090        | 3,623         | 3,673    | --         | januar 2007          | [ 10 ]    |
|           | 4,402         | 661           | 939      | 828        | jun 2007             | [ 11 ]    |
|           | 4,114         | 844           | 1,020    | 988        | septembar 2007       | [ 12 ]    |
|           | 3,221         | 633           | 831      | 704        | oktobar 2008         | [ 13 ]    |
|           | 4,489         | 1,083         | 1,087    | 774        | april 2009           | [ 14 ]    |
|           | 27,379        | 1,419         | 1,567    | 1,748      | februar 2010         | [ 15 ]    |

## Literatura
1. Overbeek R, Larsen N, Walunas T, D'Souza M, Pusch G, Selkov Jr, Liolios K, Joukov V, Kaznadzey D, Anderson I, Bhattacharyya A, Burd H, Gardner W, Hanke P, Kapatral V, Mikhailova N, Vasieva O, Osterman A, Vonstein V, Fonstein M, Ivanova N, Kyrpides N. (2003) The ERGO genome analysis and discovery system.   Nucleic Acids Res. 31(1):164-71
2. Whitaker, J.W., Letunic, I., McConkey, G.A. and Westhead, D.R. metaTIGER: a metabolic evolution resource. Nucleic Acids Res. 2009 37: D531-8.

## Spoljašnje veze
- ERGO
- GeneDB Архивирано на веб-сајту  (30. јануар 2019)
- KEGG
- Case Western Reserve University
- BRENDA Архивирано на веб-сајту  (11. децембар 2008)
- BioCyc i Cyclone
- EcoCyc
- MetaCyc
- SEED
- ENZYME
- SBRI Bioinformatics Tools and Software
- TIGR
- Pathway Tools
- metaTIGER
- Stanford Genomic Resources
- Pathway Hunter Tool Архивирано на веб-сајту  (6. новембар 2019)
- The Integrated Microbial Genomes system, for genome analysis by the DOE-JGI
- Systems Analysis, Modelling and Prediction Group
- efmtool provided by Marco Terzer
- SBMLsqueezer
- Cellnet analyzer from Klamt and von Kamp
- Copasi
- A graph-based tool for EFM computation